# بام هوستون
بام هوستون (بالإنجليزية: Pam Houston)‏ هي كاتِبة أمريكية، ولدت في 9 يناير 1962.

## وصلات خارجية
- الموقع الرسمي
- بام هوستون على موقع ميوزك برينز (الإنجليزية)